# Charlie Murphy (attrice)
Charlotte Murphy, detta Charlie (Enniscorthy, 19 aprile 1988), è un'attrice irlandese.

## Biografia
Murphy è nata a Enniscorthy, figlia di due parrucchieri Brenda e Pat Murphy. Ha cinque fratelli. La famiglia si è trasferita a Wexford quando aveva dodici anni. Ha studiato alla Gaiety School of Acting dal 2006 al 2008.
Dal 2010 al 2014 ha interpretato il ruolo di Siobhán Delaney nella serie di RTÉ Love/Hate, per la quale ha vinto nel 2013 un Irish Film and Television Award come miglior attrice televisiva e nel 2015 un Irish Film and Television Awards come miglior attrice protagonista. Dal 2014 al 2023 ha vestito i panni di Ann Gallagher nella serie BBC Happy Valley. Dal 2017 al 2019 è nel cast della serie Peaky Blinders impersonando Jessie Eden. In entrambe le serie ha vinto un IFTA Award come miglior attrice non protagonista.
Nel 2023 ha vinto un Irish Times Irish Theatre Award per la sua interpretazione di Eliza Doolittle nel Pigmalione di George Bernard Shaw all'Abbey Theatre.

## Vita privata
Ha una relazione con il regista britannico Sam Yates.

## Filmografia

### Cinema
- Philomena, regia di Stephen Frears (2013)
- '71, regia di Yann Demange (2014)
- I vichinghi (Northmen: A Viking Saga), regia di Claudio Fäh (2014)
- The Foreigner, regia di Martin Campbell (2017)
- Dark Lies the Island, regia di Ian Fitzgibbon (2019)
- Impero criminale (The Corrupted), regia di Ron Scalpello (2019)
- Winter Lake - Il segreto del lago (The Winter Lake), regia di Phil Sheerin (2020)
- JOY - The Birth of IVF (Joy) , regia di Ben Taylor (2024)

### Televisione
- The Clinic – serie TV, episodio 7x03 (2009)
- Single-Handed – serie TV, 3 episodi (2010)
- Love/Hate – serie TV, 27 episodi (2010-2014)
- Misfits – serie TV, episodio 4x05 (2012)
- Ripper Street – serie TV, episodio 2x04 (2013)
- The Village – serie TV, 12 episodi (2013-2014)
- Quirke, regia di Diarmuid Lawrence – miniserie TV, puntata 2 (2014)
- Happy Valley – serie TV, 17 episodi (2014-2023)
- The Last Kingdom – serie TV, 3 episodi (2015)
- To Walk Invisible, regia di Sally Wainwright – film TV (2016)
- Rebellion, regia di Aku Louhimies – miniserie TV (2016)
- Peaky Blinders – serie TV, 8 episodi (2017-2019)
- Halo – serie TV, 14 episodi (2022-2024)
- Deadline, regia di Joe Ahearne – miniserie TV (2022)
- The Capture – serie TV, 6 episodi (2022)
- Ossessione (Obsession), regia di Glenn Leyburn e Lisa Barros D'Sa – miniserie TV (2023)

## Doppiatrici italiane
Nelle versioni in italiano delle opere in cui ha recitato, Charlie Murphy è stata doppiata da:
- Domitilla D'Amico in Philomena, I vichinghi
- Valentina Favazza in The Last Kingdom, Impero criminale
- Francesca Manicone in Ossessione, Joy
- Martina Felli in '71
- Letizia Scifoni in Happy Valley
- Benedetta Degli Innocenti in Peaky Blinders
- Federica Simonelli in Halo
- Gianna Gesualdo in Winter Lake - Il segreto del lago